# Pluskolcowate

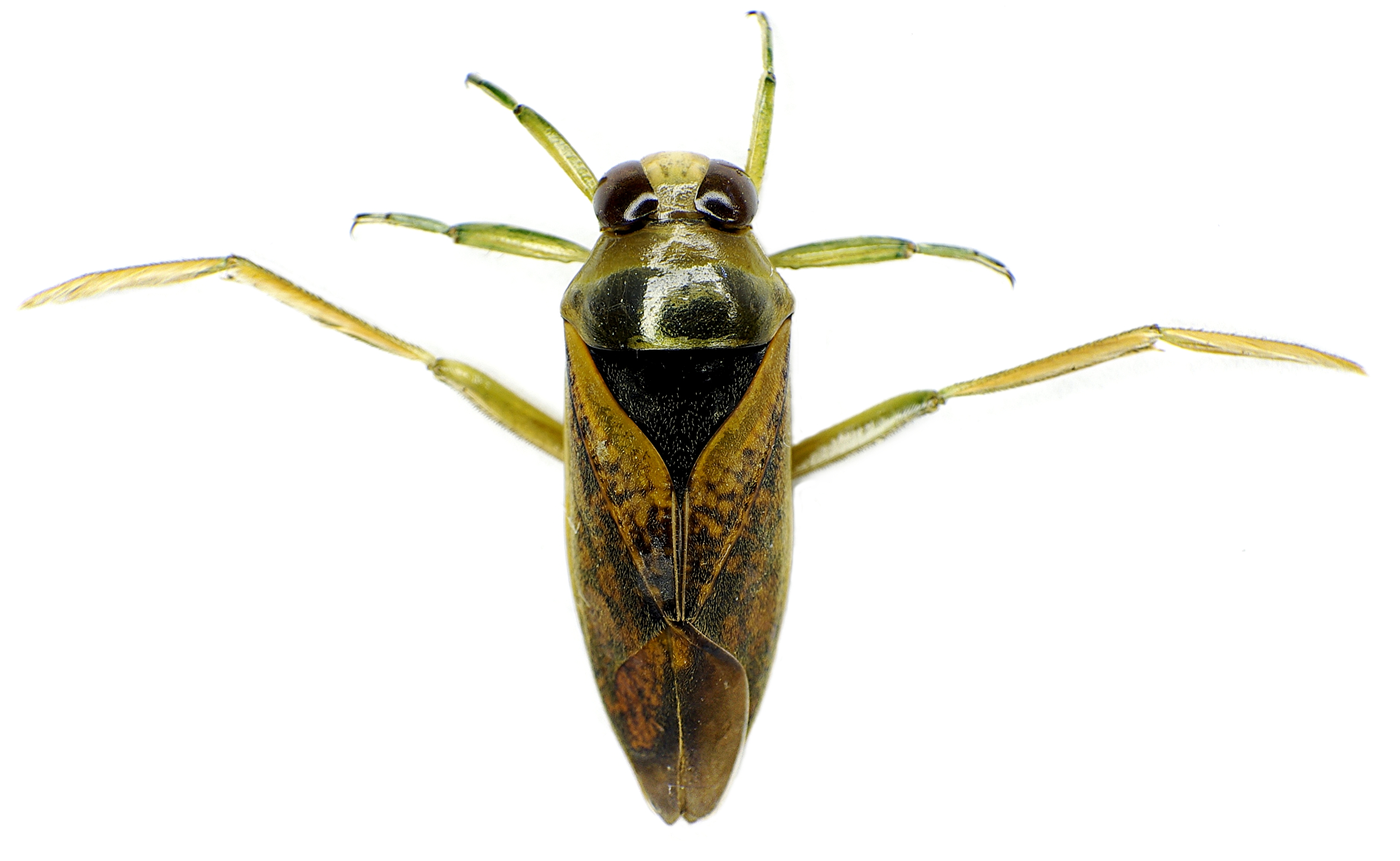
Wierzch ciała Notonecta maculata

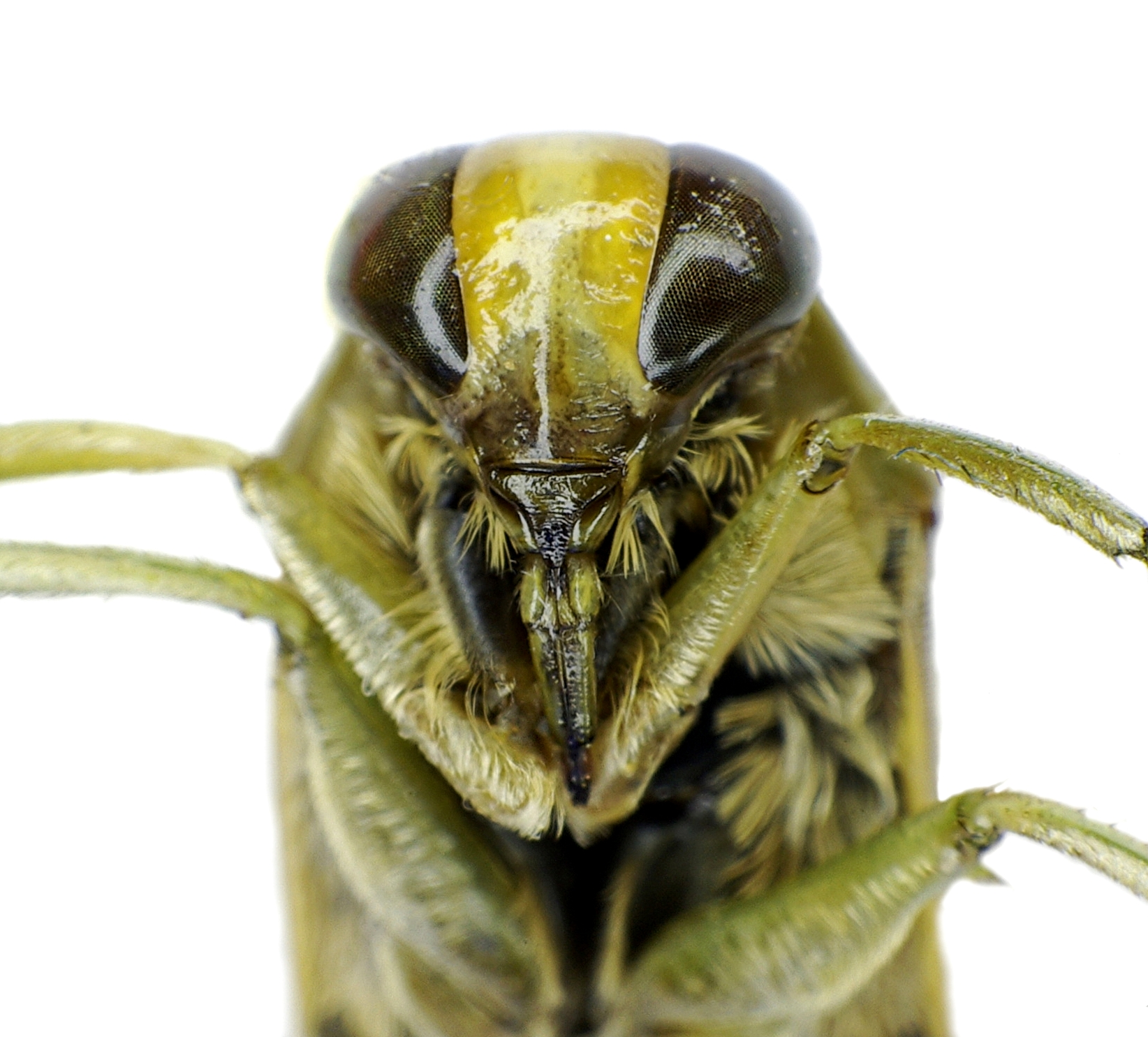
Spód głowy Notonecta maculata

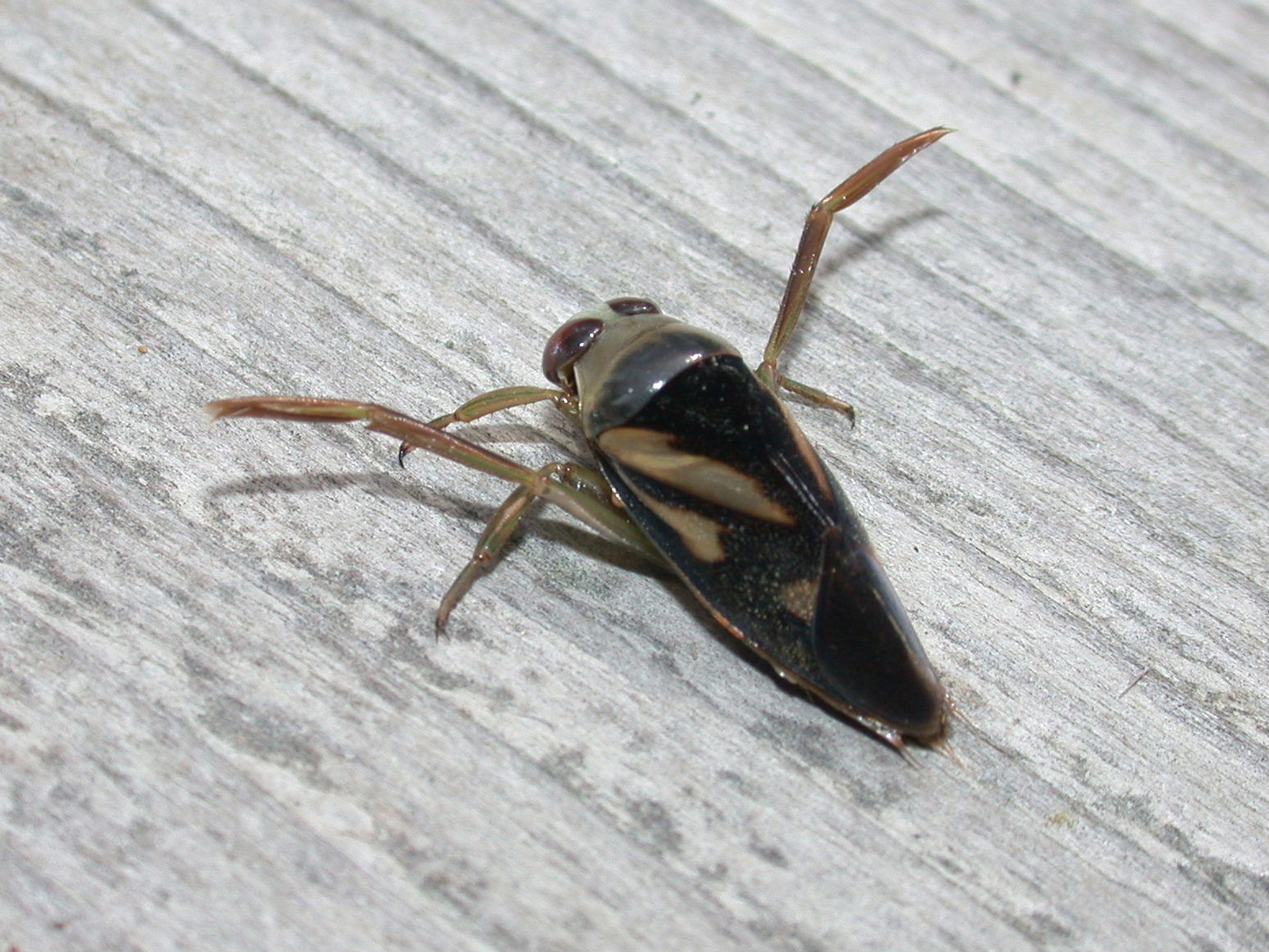
Notonecta triguttata

Pluskolcowate (Notonectidae) – rodzina owadów z podrzędu pluskwiaków różnoskrzydłych. Są to drapieżne pluskwiaki wodne. Rodzina Notonectidae liczy około 340 gatunków.

## Opis
Osiągają od 5 do 15 mm długości ciała, którego kształt jest łódkowaty: od spodu płaski, od góry wypukły, a w obrysie wydłużony, ku tyłowi zwężony klinowato. Duża głowa wyposażona jest w duże, nerkowate oczy złożone, osadzone po bokach spodu czułki zbudowane z 3 lub 4 członów oraz krępą i ruchliwą, czteroczłonową kłujkę. Przyoczek brak. Dwie pierwsze pary odnóży chwytne, zwykle o dwuczłonowych stopach, przy czym pierwszy człon często zredukowany, i przedstopiach zakończonych pazurkami. Tylna para pływna, wiosłowata, wyposażona w szczeciny pływne, o stopie zawsze dwuczłonowej i zredukowanych pazurkach. Odwłok ma na spodzie kil środkowy, a pośrodku i po bokach kępki szczecin tworzące komorę powietrzną, do której uchodzą przetchlinki. Piąte sternum odwłoka silnie wyciągnięte jest w przód. Samce mają narządy rozrodcze symetryczne, a samice robakowatą spermatekę.
W wodzie poruszają się pod powierzchnią grzbietem do dołu. Poruszanie się w wodzie ułatwiają owłosione, tylne odnóża. Pokrywy skrzydłowe zachodzące na siebie, po osuszeniu skrzydeł pluskolcowate dobrze latają. Samce niektórych Anisopinae wytwarzają dźwięki.
Pluskolcowate żywią się innymi stworzeniami wodnymi zarówno bezkręgowymi jak drobnymi kręgowcami takimi jak małe ryby.

## Występowanie
Takson kosmopolityczny. W Polsce stwierdzono występowanie sześciu gatunków Notonectidae (zobacz: pluskolcowate Polski).

## Systematyka
Pierwotnie Notonectidae zostały opisane w 1802 przez Pierre-André Latreille’a pod nazwą Notonectariae i do 1928 były często doń klasyfikowane Pleidae i Helotrephidae. Obecnie umieszcza się je wśród Nepomorpha, w nadrodzinie Notonectoidea. Według rezultatów molekularno-morfologicznej analizy filogenetycznej infrarzędu opublikowanej przez Hebsgaarda i współpracowników w 2004 roku jak i badań kladystycznych aparatów gębowych, przeprowadzonych przez J. Brożek wskazują, że pluskolcowate zajmują pozycję siostrzaną względem kladu obejmującego Pleidae i Helotrephidae, co zgadza się z wieloma wcześniejszymi poglądami. Z kolei wyniki badań filogenetycznych mtDNA przeprowadzonych przez Hua J. i innych w 2009 wskazują na pozycję siostrzaną Notonectidae względem kladu obejmującego Naucoridae i Aphelocheiridae.
Schuh i Slater (1995) dzielą Notonectidae na dwie podrodziny zawierające 11 rodzajów:
- Anisopinae Hutchinson, 1929
- Notonectinae Latreille, 1802